# Епилог Солунског фронта
Епилог Солунског фронта је на основу расположивих историјских података, приказ броја умрлих, погинулих несталих припадника српске у завршној операцији за ослобошење Србије у Великом рату Епилог Солунског фронта био је стравичан. Само у 1916. години из строја је избачено 27.965 војника и официра, да би се тај број на крају солунске кампање окончао са 42.735 мртвих и рањених.

## Бројно стање српске војске на дан формирања Солунског фронта
У августу 1916. када је савезничка војска изашла на Солунски фронт, српска војска имала две армије које су у свом саставу имале укупно 3.921 официра (на лицу 3.410) и 140.055 подофицира и војника (на лицу 92.130). У саставу Прве армије војводе Живојина Мишића биле су Дунавска, Дринска, Моравска и Коњичка дивизија, а у саставу Друге армије војводе Степе Степановића Шумадијска, Тимочка и Вардарска дивизија. У армијама је у;
- августу 1916. године 77 батаљона и шест ескадрона,
- мају 1917. године 60 батаљона и 12 ескадрона,
- 1918. години  57 батаљона пешадије, батаљон коњичке пешадије, шест полубатаљона пионира, 18 коњичких ескадрона.[2][3]

## Број избачених из строја
На Солунском фронту број српских војника избачених из строја по годинама био је следећи:
- 1916. години број избачених из строја износио је 27.965 од чега је погинулих и умрлих од болести 7.208.
- 1917. године живот је изгубило њих 2.270.

Од почетка пробоја солунског фронта до 29. октобра 1918. године српска војска имала је укупне губитке од 42.735 мртвих и рањених, од чега је погинулих и умрлих било 9.303. 
У заробљеништву је смртно страдало око 60.000 српских официра, подофицира и војника, док је 114.000 њих од посљедица рата остало 
Са трајним инвалидитетом од посљедица рата остало је 114.000 војника. 
Укупни губици српске војске за читав период Првог светског рата износили су 369.620 људи